# Diacereína
Diacereína é um fármaco utilizado no tratamento de artroses.
Alguns estudos apontam o fármaco como efetivo no tratamento da diabetes tipo 2 em ratos.